# Symplecta (Psiloconopa) fenestrata
Symplecta (Psiloconopa) fenestrata is een tweevleugelige uit de familie steltmuggen (Limoniidae). De soort komt voor in het Oriëntaals gebied.